# Fußballclub Viktoria Köln 1904 2020-2021
Questa voce raccoglie le informazioni riguardanti il Fußballclub Viktoria Köln 1904 nelle competizioni ufficiali della stagione 2020-2021.

## Stagione
Nella stagione 2020-2021 il Viktoria Colonia, allenato da Pavel Dočev, Daniel Zillken e Olaf Janßen, concluse il campionato di 3. Liga al 12º posto.

## Rosa
| N. |                                 | Ruolo | Calciatore          |
| -- | ------------------------------- | ----- | ------------------- |
| 1  | Germania (bandiera)             | P     | Sebastian Mielitz   |
| 2  | Germania (bandiera)             | D     | Alexander Höck      |
| 3  | Germania (bandiera)             | D     | Maximilian Rossmann |
| 4  | Germania (bandiera)             | C     | Jeremias Lorch      |
| 5  | Bosnia ed Erzegovina (bandiera) | D     | Sead Hajrović       |
| 6  | Germania (bandiera)             | D     | Fabian Holthaus     |
| 7  | Germania (bandiera)             | A     | Simon Handle        |
| 8  | Germania (bandiera)             | C     | Mike Wunderlich     |
| 9  | Giamaica (bandiera)             | A     | Michael Seaton      |
| 10 | Polonia (bandiera)              | C     | André Dej           |
| 11 | Germania (bandiera)             | C     | Lucas Cueto         |
| 12 | Kosovo (bandiera)               | A     | Albert Bunjaku      |
| 17 | Germania (bandiera)             | C     | René Klingenburg    |
| 18 | Germania (bandiera)             | C     | Kai Klefisch        |
| 19 | Germania (bandiera)             | C     | Kevin Holzweiler    |
| 20 | Germania (bandiera)             | D     | Bernard Kyere       |

| N. |                     | Ruolo | Calciatore           |
| -- | ------------------- | ----- | -------------------- |
| 21 | Germania (bandiera) | C     | Dario De Vita        |
| 23 | Germania (bandiera) | C     | Moritz Fritz         |
| 25 | Germania (bandiera) | P     | Yannick Bangsow      |
| 26 | Germania (bandiera) | C     | Luca Stellwagen      |
| 27 | Germania (bandiera) | A     | Enes Tubluk          |
| 28 | Germania (bandiera) | D     | Patrick Koronkiewicz |
| 30 | Germania (bandiera) | D     | Michael Schultz      |
| 31 | Germania (bandiera) | A     | Marcel Risse         |
| 32 | Germania (bandiera) | D     | Paul Weist           |
| 33 | Germania (bandiera) | P     | André Weis           |
| 34 | Germania (bandiera) | A     | Youssef Amyn         |
| 37 | Germania (bandiera) | D     | Niklas May           |
| 39 | Germania (bandiera) | A     | Timmy Thiele         |
| 40 | Germania (bandiera) | C     | Marten Imping        |
| 41 | Germania (bandiera) | C     | Maximilian Fischer   |
| 43 | Germania (bandiera) | D     | Ilhan Altuntas       |

## Organigramma societario
Area tecnica
- Allenatore: Olaf Janßen
- Allenatore in seconda: Markus Brzenska, Yuki Hamano, Daniel Zillken
- Preparatore dei portieri: Georgios Berneanou
- Preparatori atletici: Werner Schoupa, Tim Insberg

## Calciomercato

### Sessione estiva
| Acquisti | Acquisti                  | Acquisti               | Acquisti |
| R.       | Nome                      | da                     | Modalità |
| -------- | ------------------------- | ---------------------- | -------- |
| P        | Yannick Bangsow           | Eintracht Braunschweig |          |
| C        | Luca Stellwagen           | Astoria Walldorf       |          |
| A        | Timmy Thiele              | Kaiserslautern         |          |
| A        | Marcel Risse              | Colonia                |          |
| A        | Enes Tubluk               | Hoffenheim II          |          |
| C        | René Klingenburg          | Dinamo Dresda          |          |
| C        | Lucas Cueto               | Preußen Münster        |          |
| P        | Sebastian Mielitz         | SønderjyskE            |          |
| D        | Maximilian Rossmann       | Heracles Almelo        |          |
| C        | Jeremias Lorch            | Wehen Wiesbaden        |          |
| A        | Ernesto Carratala-Jimenez | Bergisch Gladbach      |          |
| D        | Alexander Höck            | Viktoria Colonia U19   |          |

| Cessioni | Cessioni        | Cessioni             | Cessioni |
| R.       | Nome            | a                    | Modalità |
| -------- | --------------- | -------------------- | -------- |
| D        | Steffen Lang    | Verl                 |          |
| C        | Hamza Saghiri   | Waldhof Mannheim     |          |
| A        | Sven Kreyer     | RW Oberhausen        |          |
| P        | Mark Depta      | RW Oberhausen        |          |
| D        | Jonas Carls     | Schalke 04           |          |
| C        | Lars Dietz      | Union Berlino        |          |
| C        | Richmond Tachie | Borussia Dortmund II |          |

### Sessione invernale
| Acquisti | Acquisti        | Acquisti               | Acquisti |
| R.       | Nome            | da                     | Modalità |
| -------- | --------------- | ---------------------- | -------- |
| D        | Michael Schultz | Eintracht Braunschweig |          |

| Cessioni | Cessioni                  | Cessioni         | Cessioni |
| R.       | Nome                      | a                | Modalità |
| -------- | ------------------------- | ---------------- | -------- |
| A        | Steven Lewerenz           | Rot-Weiss Essen  |          |
| A        | Ernesto Carratala-Jimenez | Hennef 05        |          |
| C        | Marcel Gottschling        | Waldhof Mannheim |          |
| D        | Dominik Lanius            | Fortuna Colonia  |          |

## Risultati

### 3. Liga

#### Girone di andata
| Arbitro: | Hanslbauer |

|                      |           |                                        |
| Ferati 7’ Costly 20’ | Marcatori | 51’ (aut.) Christiansen 78’ Wunderlich |

| Arbitro: | Schultes |

|  |           |                |
|  | Marcatori | 40’, 63’ Wurtz |

| Arbitro: | Greif |

|  |           |                        |
|  | Marcatori | 12’ Rossmann 18’ Cueto |

| Arbitro: | Kessel |

|                       |           |  |
| Bunjaku 10’ Cueto 90’ | Marcatori |  |

| Arbitro: | Exner |

|  |           |             |
|  | Marcatori | 50’ Bunjaku |

| Arbitro: | Weickenmeier |

|                                    |           |                  |
| Wunderlich 1’ Thiele 14’ Cueto 27’ | Marcatori | 42’ Kühn 61’ Arp |

| Arbitro: | Bokop |

|                                                   |           |                       |
| Bahn 24’ Verhoek 25’, 50’ Riedel 49’ Vollmann 69’ | Marcatori | 81’ (rig.) Wunderlich |

| Arbitro: | Erbst |

|  |           |                        |
|  | Marcatori | 6’ Grupe 39’ Okungbowa |

| Arbitro: | Müller |

|                 |           |                                         |
| Stoppelkamp 22’ | Marcatori | 34’ Thiele 52’ (rig.) Bunjaku 77’ Risse |

| Arbitro: | Storks |

|  |           |                                      |
|  | Marcatori | 24’ (aut.) Gottschling 47’ Shipnoski |

| Arbitro: | Alt |

|                            |           |                                      |
| Hasenhüttl 27’ Anspach 60’ | Marcatori | 16’ (aut.) Grauschopf 22’ Wunderlich |

| Arbitro: | Bauer |

|                   |           |                     |
| Thiele 87’ (rig.) | Marcatori | 90’ (rig.) Schröter |

| Arbitro: | Weickenmeier |

|                      |           |  |
| Boyd 69’, 82’ (rig.) | Marcatori |  |

| Arbitro: | Osmers |

|                            |           |               |
| Koronkiewicz 39’ Risse 87’ | Marcatori | 16’ Neudecker |

| Arbitro: | Schultes |

|                         |           |          |
| Koronkiewicz 36’ (aut.) | Marcatori | 3’ Cueto |

| Arbitro: | Schwengers |

|  |           |                        |
|  | Marcatori | 26’ Lukimya 51’ Wagner |

| Arbitro: | Waschitzki-Günther |

|                      |           |                                               |
| Cueto 3’ (rig.), 65’ | Marcatori | 58’ Daferner 72’ (rig.) Hosiner 78’, 89’ Sohm |

| Kaiserslautern 9 gennaio 2021, ore 14:00 CET 18ª giornata | Kaiserslautern | 0 – 0 referto | Viktoria Colonia | Fritz-Walter-Stadion (0 spett.)\| Arbitro: \| Bacher \| |
| Arbitro:                                                  | Bacher         |               |                  |                                                         |

| Arbitro: | Bauer |

|  |           |                           |
|  | Marcatori | 48’ Sararer 90’ Slišković |

#### Girone di ritorno
| Arbitro: | Braun |

|            |           |                       |
| Handle 45’ | Marcatori | 48’ García 71’ Donkor |

| Arbitro: | Sather |

|                      |           |                     |
| Tietz 63’ Malone 87’ | Marcatori | 21’ Lorch 81’ Cueto |

| Arbitro: | Kessel |

|                             |           |                                              |
| Klefisch 19’ Wunderlich 83’ | Marcatori | 37’ Müller 39’ Brünker 53’ Obermair 79’ Atik |

| Arbitro: | Lechner |

|                     |           |            |
| Buntić 90’ Elva 90’ | Marcatori | 12’ Thiele |

| Arbitro: | Speckner |

|                |           |  |
| Wunderlich 78’ | Marcatori |  |

| Arbitro: | Hanslbauer |

|  |           |           |
|  | Marcatori | 18’ Cueto |

| Arbitro: | Fritsch |

|          |           |                       |
| Risse 6’ | Marcatori | 13’ Rother 72’ Breier |

| Arbitro: | Benen |

|           |           |                          |
| Akono 78’ | Marcatori | 46’ Cueto 74’ Wunderlich |

| Arbitro: | Burda |

|                                     |           |           |
| Cueto 23’ Thiele 41’ Wunderlich 81’ | Marcatori | 45’ Tomić |

| Arbitro: | Petersen |

|                         |           |                                     |
| Jacob 6’ Vunguidica 82’ | Marcatori | 64’ Cueto 70’ Wunderlich 90’ Thiele |

| Arbitro: | Braun |

|             |           |             |
| Schultz 86’ | Marcatori | 40’ Anspach |

| Arbitro: | Schwengers |

|              |           |                       |
| Lokotsch 90’ | Marcatori | 61’ Fritz 69’ Schultz |

| Arbitro: | Greif |

|                           |           |  |
| Wunderlich 33’ Handle 58’ | Marcatori |  |

| Arbitro: | Kessel |

|             |           |                 |
| Mölders 38’ | Marcatori | 64’ Klingenburg |

| Arbitro: | Winter |

|                           |           |                            |
| Schultz 8’ Wunderlich 56’ | Marcatori | 51’ Langesberg 86’ Rabihic |

| Arbitro: | Kampka |

|            |           |            |
| Kiprit 35’ | Marcatori | 55’ Thiele |

| Arbitro: | Bokop |

|                                 |           |  |
| Mörschel 11’ Hosiner 31’ (rig.) | Marcatori |  |

| Arbitro: | Lechner |

|                              |           |                           |
| Thiele 18’, 19’ Klefisch 32’ | Marcatori | 14’, 88’ Hanslik 72’ Huth |

| Arbitro: | Speckner |

|           |           |           |
| Jakob 54’ | Marcatori | 63’ Risse |

## Statistiche

### Statistiche di squadra
| Competizione | Punti | In casa | In casa | In casa | In casa | In casa | In casa | In trasferta | In trasferta | In trasferta | In trasferta | In trasferta | In trasferta | Totale | Totale | Totale | Totale | Totale | Totale | DR |
| Competizione | Punti | G       | V       | N       | P       | Gf      | Gs      | G            | V            | N            | P            | Gf           | Gs           | G      | V      | N      | P      | Gf     | Gs     | DR |
| ------------ | ----- | ------- | ------- | ------- | ------- | ------- | ------- | ------------ | ------------ | ------------ | ------------ | ------------ | ------------ | ------ | ------ | ------ | ------ | ------ | ------ | -- |
| 3. Liga      | 51    | 19      | 6       | 4       | 9       | 26      | 33      | 19           | 7            | 8            | 4            | 26           | 26           | 38     | 13     | 12     | 13     | 52     | 59     | -7 |
| Totale       | 51    | 19      | 6       | 4       | 9       | 26      | 33      | 19           | 7            | 8            | 4            | 26           | 26           | 38     | 13     | 12     | 13     | 52     | 59     | -7 |

### Andamento in campionato
| Giornata  | 1 | 2  | 3 | 4 | 5 | 6 | 7 | 8 | 9 | 10 | 11 | 12 | 13 | 14 | 15 | 16 | 17 | 18 | 19 | 20 | 21 | 22 | 23 | 24 | 25 | 26 | 27 | 28 | 29 | 30 | 31 | 32 | 33 | 34 | 35 | 36 | 37 | 38 |
| --------- | - | -- | - | - | - | - | - | - | - | -- | -- | -- | -- | -- | -- | -- | -- | -- | -- | -- | -- | -- | -- | -- | -- | -- | -- | -- | -- | -- | -- | -- | -- | -- | -- | -- | -- | -- |
| Luogo     | T | C  | T | C | T | C | T | C | T | C  | T  | C  | T  | C  | T  | C  | C  | T  | C  | C  | T  | C  | T  | C  | T  | C  | T  | C  | T  | C  | T  | C  | T  | C  | T  | T  | C  | T  |
| Risultato | N | P  | V | V | V | V | P | P | V | P  | N  | N  | P  | V  | N  | P  | P  | N  | P  | P  | N  | P  | P  | V  | V  | P  | V  | V  | V  | N  | V  | V  | N  | N  | N  | P  | N  | N  |
| Posizione | 7 | 15 | 9 | 5 | 3 | 2 | 6 | 9 | 6 | 8  | 8  | 9  | 11 | 9  | 9  | 11 | 12 | 12 | 12 | 14 | 14 | 15 | 18 | 14 | 12 | 13 | 13 | 10 | 10 | 10 | 9  | 8  | 8  | 8  | 8  | 9  | 10 | 12 |

Legenda:

Luogo: C = Casa; T = Trasferta. Risultato: V = Vittoria; N = Pareggio; P = Sconfitta.

### Statistiche dei giocatori
| I. Altuntas     | 0  | 0  | 0  | 0 |
| Y. Amyn         | 3  | 0  | 0  | 0 |
| Y. Bangsow      | 2  | 0  | 0  | 0 |
| A. Bunjaku      | 22 | 3  | 3  | 0 |
| L. Cueto        | 30 | 11 | 5  | 0 |
| D. De Vita      | 1  | 0  | 1  | 0 |
| A. Dej          | 4  | 0  | 1  | 0 |
| M. Fischer      | 1  | 0  | 0  | 0 |
| M. Fritz        | 27 | 1  | 7  | 0 |
| M. Gottschling  | 10 | 0  | 5  | 0 |
| S. Hajrović     | 20 | 0  | 3  | 0 |
| S. Handle       | 31 | 2  | 3  | 0 |
| F. Holthaus     | 21 | 0  | 3  | 0 |
| K. Holzweiler   | 25 | 0  | 1  | 0 |
| A. Höck         | 0  | 0  | 0  | 0 |
| M. Imping       | 0  | 0  | 0  | 0 |
| K. Klefisch     | 36 | 2  | 12 | 0 |
| R. Klingenburg  | 19 | 1  | 5  | 0 |
| P. Koronkiewicz | 26 | 1  | 4  | 0 |
| B. Kyere        | 18 | 0  | 4  | 1 |
| D. Lanius       | 5  | 0  | 1  | 1 |
| J. Lorch        | 27 | 1  | 5  | 1 |
| N. May          | 1  | 0  | 0  | 0 |
| S. Mielitz      | 35 | 0  | 1  | 1 |
| M. Risse        | 29 | 4  | 3  | 0 |
| M. Rossmann     | 22 | 1  | 2  | 1 |
| M. Schultz      | 14 | 3  | 5  | 0 |
| M. Seaton       | 13 | 0  | 0  | 0 |
| L. Stellwagen   | 13 | 0  | 1  | 0 |
| T. Thiele       | 35 | 9  | 7  | 1 |
| E. Tubluk       | 6  | 0  | 0  | 0 |
| A. Weis         | 2  | 0  | 0  | 0 |
| P. Weist        | 0  | 0  | 0  | 0 |
| M. Wunderlich   | 32 | 11 | 8  | 0 |